# Diploglossus millepunctatus
Diploglossus millepunctatus är en ödleart som beskrevs av  O'shaughnessy 1874. Diploglossus millepunctatus ingår i släktet Diploglossus och familjen kopparödlor. Inga underarter finns listade i Catalogue of Life.